# Назви комет

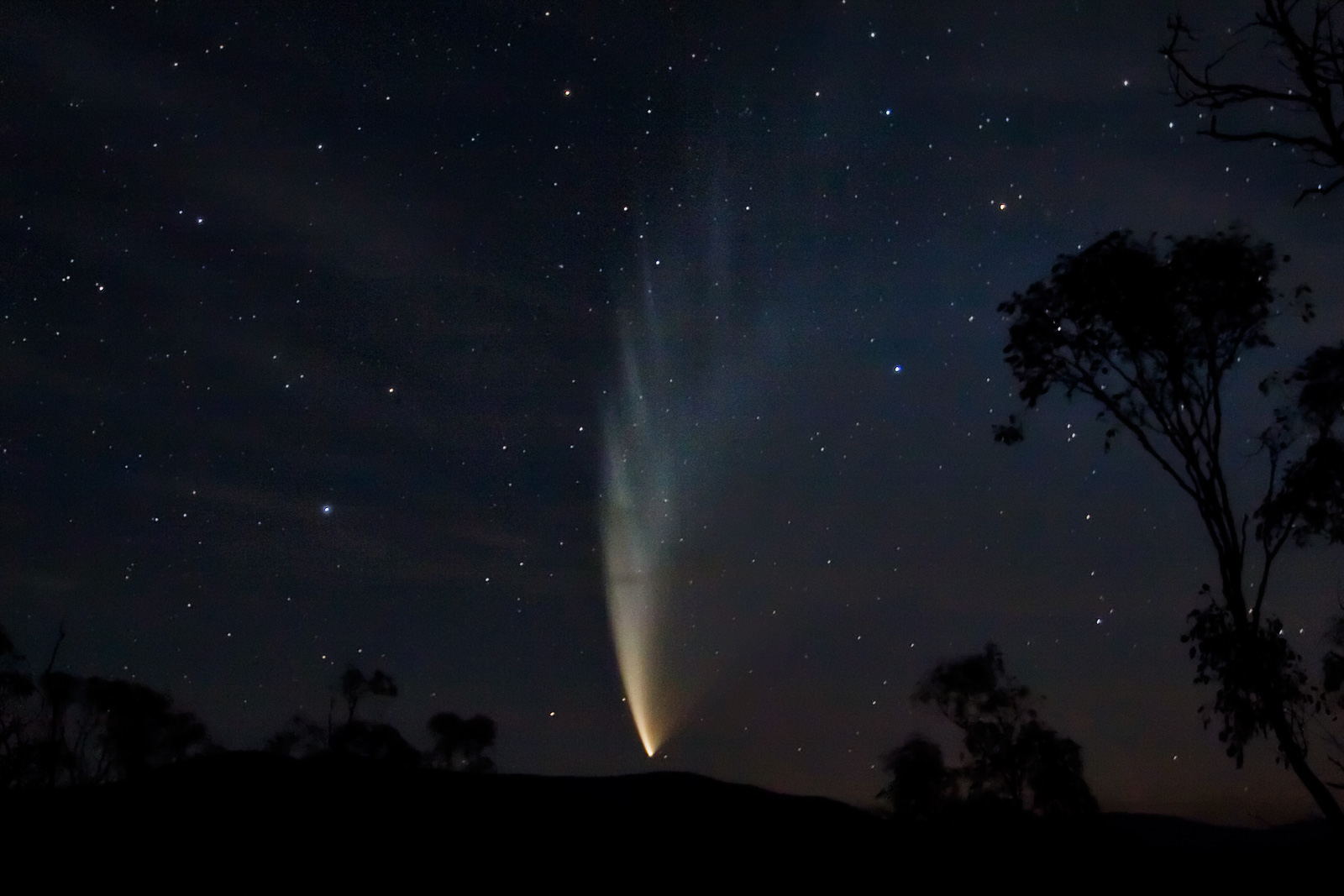
Комета Макнота, названа на честь її першовідкривача Роберта Макнота. Вона також відома як Велика комета 2007 року і має цифрове позначення C/2006 P1.

Комети спостерігають понад 2000 років. За цей час було використано кілька різних систем для призначення назв кожній кометі, і в результаті багато комет мають більше ніж одну назву.
Найдавніша система називає комети за роком їх спостереження (наприклад , Велика комета 1680 року). Пізніше почали використовувати імена людей, пов'язаних з відкриттям (наприклад, комета Гейла-Боппа) або першим детальним дослідженням (наприклад, комета Галлея) конкретної комети. Протягом двадцятого століття вдосконалення технологій і цілеспрямовані пошуки призвели до значного збільшення кількості відкриттів комет, що призвело до створення схеми числового позначення. Оригінальна схема присвоювала коди в порядку проходження кометами перигелію (наприклад, комета 1970-2). Ця схема діяла до 1994 року, коли щороку зростала кількість відкритих комет, що призвело до створення нової схеми. Ця система, яка все ще працює, призначає код на основі типу орбіти та дати відкриття (наприклад, C/2012 S1).

## Назви за роком

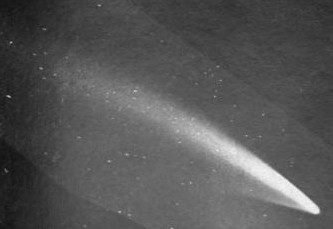
Велика січнева комета 1910 року, названа на честь дати її появи

Перш ніж було прийнято будь-яку систематичну конвенцію про найменування, комети називали різними способами. До початку 20-го століття більшість комет просто називали роком їх появи, наприклад, «Комета 1702 року».
Особливо яскраві комети, які привернули увагу громадськості (тобто за межами астрономічної спільноти), будуть описані як великі комети того року, такі як «Велика комета 1680 року» та «Велика комета 1882 року». Якщо протягом одного року з'явилося більше однієї великої комети, для усунення неоднозначності використовувався місяць, наприклад, «Велика січнева комета 1910 року». Іноді використовували інші додаткові прикметники.

## Назви на честь людей
Ймовірно, найдавнішою кометою, названою на честь людини, була комета Цезаря в 44 р. до н. е., яка була названа так тому, що її спостерігали незабаром після вбивства Юлія Цезаря та тлумачили як знак його обожнення. Пізніше однойменні комети були названі на честь астронома, який проводив їхнє детальне дослідження, або пізніше, хто відкрив комету.

### Дослідники

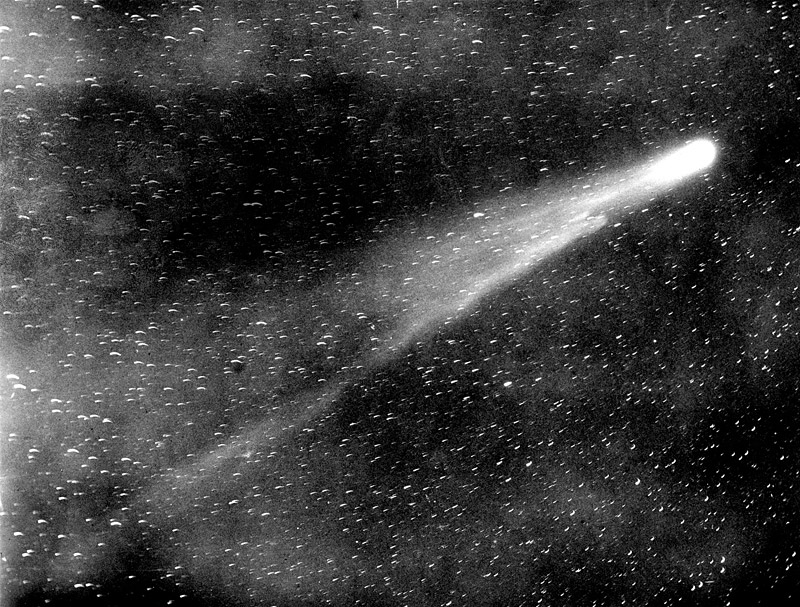
Комета Галлея, названа на честь Едмонда Галлея, який першим обчислив її орбіту.

Після того як Едмонд Галлей продемонстрував, що комети 1531, 1607 і 1682 років були одним і тим же тілом, і успішно передбачив її повернення в 1759 році, ця комета стала відомою як комета Галлея. Подібним чином друга і третя відомі періодичні комети, комета Енке і комета Бієли були названі на честь астрономів, які розрахували їхні орбіти, а не на честь першовідкривачів. Пізніше періодичні комети зазвичай називали на честь їхніх першовідкривачів, але комети, які з'явилися лише один раз, і далі називали роком появи.

### Першовідкривачі

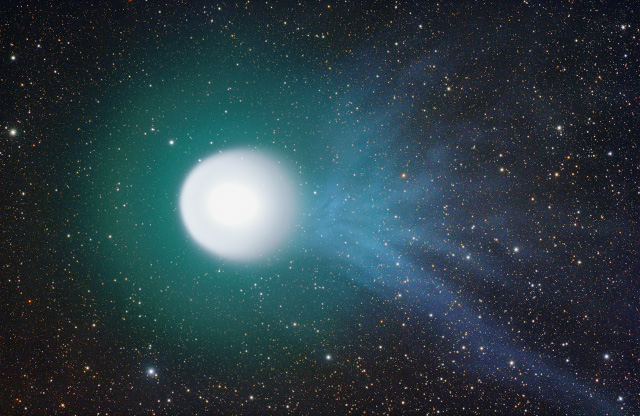
Комета Голмса, названа на честь її першовідкривача Едвіна Голмса.

Першою кометою, названою на честь людини, яка її виявила, а не того, хто розрахував її орбіту, була комета Фая, яка відкрита Ерве Фаєм у 1843 році. Однак ця конвенція не набула широкого поширення до початку 20 століття.
Комета може бути названа на честь трьох першовідкривачів, які працюють разом у команді або роблять незалежні відкриття (не знаючи про роботу іншого дослідника). Імена ставляться через дефіс, де це можливо. Наприклад, комета Свіфта-Туттля була відкрита спочатку Льюїсом Свіфтом, а потім Горацієм Парнеллом Таттлом через кілька днів; відкриття були зроблені незалежно, тому в назві вшановуються обидва. Якщо першовідкривач має прізвище через дефіс (наприклад, Стівен Сінгер-Брюстер), дефіс замінюється пробілом (105P/Сінгер Брюстер), щоб уникнути плутанини.
З кінця 20-го століття багато комет були відкриті великими групами астрономів, тому їх можна назвати на честь співпраці чи інструменту, який вони використовували. Наприклад, 160P/LINEAR був виявлений командою Lincoln Near-Earth Asteroid Research (LINEAR). Комета IRAS–Araki–Alcock була відкрита незалежною командою за допомогою інфрачервоного астрономічного супутника (IRAS) та астрономами-любителями Генічі Аракі та Джорджом Алкоком.
У минулому, коли кілька комет були відкриті однією особою, групою осіб або командою, назви комет виділялися додаванням цифри до імен першовідкривачів (але лише для періодичних комет); таким чином названі комети Шумейкерів–Леві від  1  до  9 (відкриті Керолін Шумейкер, Юджином Шумейкером і Девідом Леві). Нині велика кількість комет, виявлених деякими інструментами, робить цю систему непрактичною, і не робиться жодних спроб гарантувати, що кожній кометі присвоєно унікальну назву. Натомість використовуються систематичні позначення комет, щоб уникнути плутанини.

## Систематичні позначення

### Оригінальна система
До 1994 року комети вперше отримували тимчасове позначення, яке складалося з року їхнього відкриття та малої літери, що вказувала порядок відкриття в цьому році (наприклад, комета 1969i (Беннет) була 9-ю кометою, відкритою в 1969 році). Після того, як комету спостерігали через перигелій і її орбіта була встановлена, комета отримала постійне позначення року її перигелію, за яким слідувала римська цифра, яка вказувала порядок проходження перигелію в цьому році, так що комета 1969 I стала кометою 1970 II (це була друга комета, що пройшла перигелій у 1970 році).

### Поточна система

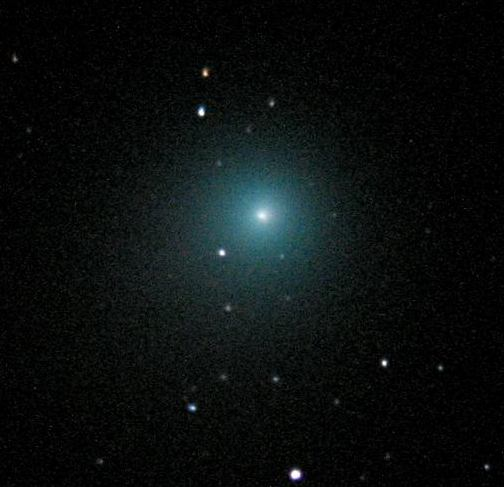
C/2004 Q2, друга комета, відкрита в другій половині серпня 2004 року. Вона також відома як комета Махгольца на честь її першовідкривача Дональда Махгольца.

Зростаюча кількість відкриттів комет робила цю процедуру незручною, як і затримка між відкриттям і проходженням перигелію перед тим, як можна було призначити постійну назву. У результаті в 1994 році Міжнародний астрономічний союз затвердив нову систему імен. Зараз комети тимчасово позначаються роком їхнє відкриття, за яким йде літера, що вказує півмісяць відкриття, і число, що вказує на порядок відкриття (система, подібна до тієї, що вже використовується для астероїдів). Наприклад, четверта комета, відкрита в другій половині лютого 2006 року, отримала позначення 2006 D4. Потім додаються префікси, щоб вказати характеристики комети:
- P/ позначає періодичну комету, визначену для цих цілей як будь-яку комету з орбітальним періодом менше 200 років або підтвердженими спостереженнями при більш ніж одному проходженні перигелію.[5]
- C/ вказує на неперіодичну комету, тобто будь-яку комету, яка не є періодичною згідно з попереднім визначенням.
- X/ вказує на комету, орбіту якої неможливо розрахувати (як правило, історичні комети).
- D/ вказує на періодичну комету, яка зникла, розпалася або втрачена.[5] Приклади включають комету Лексела (D/1770 L1) і комета Шумейкерів–Леві 9 (D/1993 F2)
- A/ вказує на об'єкт, який помилково ідентифікували як комету, але насправді є малою планетою. Невикористовувана опція протягом багатьох років, була вперше застосована в 2017 році для Оумуамуа (A/2017 U1), а потім і до всіх астероїдів на кометних орбітах.
- I/ вказує на міжзоряний об'єкт,[6] доданий до системи в 2017 році, щоб дозволити повторну класифікацію «Oumuamua» (1I/2017 U1). Станом на  2019 , єдиною кометою із такою класифікацією є комета Борисова (2I/2019 Q4).

Наприклад, комета Гейла-Боппа має позначення C/1995 O1. Після другого спостережуваного проходження перигелію позначення періодичних комет отримують додатковий префікс, що вказує на порядок їхнього відкриття. Комета Галлея, перша комета, визначена як періодична, має систематичне позначення 1P/1682 Q1 .
Окремо від систематичного нумерованого позначення, IAU зазвичай присвоює кометам стандартну назву, яка майже завжди є іменем або іменами першовідкривачів. Якщо комета отримала лише тимчасове позначення, «ім'я» комети зазвичай включається лише в дужках після цього позначення, якщо взагалі вказується. Однак, коли періодична комета отримує номер і постійне позначення, комету зазвичай позначають за допомогою її імені після номера та префікса. Наприклад, ненумерована періодична комета P/2011 NO1 (Єленіна) і неперіодична комета C/2007 E2 (Лавджой) помічені тимчасовим систематичним позначенням, після якого їхня назва в дужках; однак пронумерована періодична комета 67P/Чурюмова–Герасименко має постійне позначення її нумерованого префікса («67P/»), за яким слідує її назва («Чурюмова–Герасименко»).
Міжзоряні об'єкти також нумеруються в порядку відкриття і можуть отримувати назви, а також систематичне позначення. Першим прикладом був 1I/ʻOumuamua, який має офіційне позначення 1I/2017 U1 (ʻOumuamua).